# 新月陸橋
新月陸橋（しんげつりっきょう）は、東京都中央区佃・東京都中央区月島に架かる陸橋で、佃大橋通りとも呼ばれる東京都道473号新富晴海線（旧東京都道304号線明石町晴海支線）を通す陸橋である。
東京都中央区佃1丁目・東京都中央区月島1丁目を分かつ方では隅田川に架かる佃大橋と、東京都中央区佃3丁目と東京都中央区月島2丁目を分かつ方では朝潮運河に架かる朝潮大橋とそれぞれ接続する。
新月陸橋は徒歩では渡ることができないので、歩行者は新月陸橋の下の歩道を歩く必要がある。

## 歴史

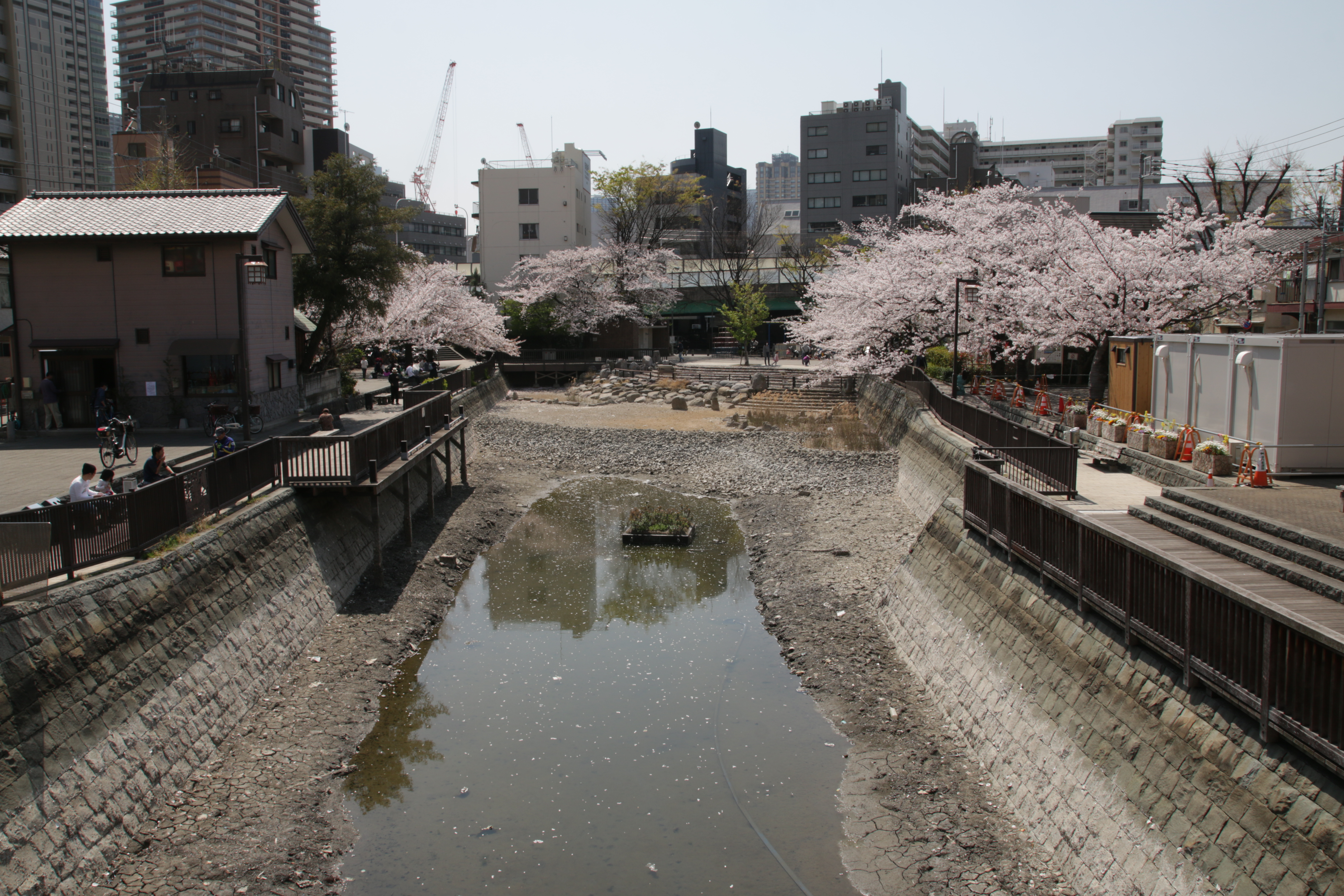
佃川支川の終端部である佃堀。佃堀の奥にある緑色の橋が、佃川の跡にある新月陸橋。

新月陸橋のある位置には、かつては佃川が流れていた。佃川は、東京都中央区の、現在の佃と月島の間を流れていた川である。佃川には3つの橋梁(隅田川側から佃橋・新月橋・初見橋)が架かっていて佃と月島を結んでいたが、佃川の埋め立てにより佃と月島は地続きとなった。
佃川の跡地に新月陸橋がある。佃大橋が先に完成し、その後完成した朝潮大橋とを連絡している。
なお、佃川の佃側には支川(佃川支川)があり、佃川支川は現存する。佃川の埋め立てにより佃川支川の終端部となった部分が佃堀であり、新月陸橋の付近にある。

## 陸橋下の施設
下記の施設が設置されている。
- 月島駅出入口
  - 1番出入口
  - エレベーター専用出入口(出入口番号なし)
- 中央区立月島観光バス乗降所
- 中央区立月島駅前第一自転車駐輪場
- 東京都道路整備保全公社新月陸橋駐車場
- 中央区立元新月橋際公衆便所 - 本来は築地本願寺佃島説教所(分院)敷地内に設置されているが、説教所改築中のため、新月陸橋下(以前の新月橋の箇所)に臨時に移設。

## 立体交差する通り
以下の通りと立体交差する。
- 清澄通り（東京都道463号上野月島線） - 初見橋交差点(初見橋の跡地)
- 佃仲通り・西仲通り - 東京都中央区佃2丁目と東京都中央区月島1丁目の名称のない交差点(新月橋の跡地)
  - 西仲通り(佃側)・佃仲通り(月島側)は本陸橋との交差点で名称が分かれる。
- 西河岸通り- 東京都中央区佃1・2丁目と東京都中央区月島1丁目の名称のない交差点(佃橋の跡地)
  - 西河岸通りは、月島側のみである。

## 付近の鉄道路線
東京地下鉄（東京メトロ）有楽町線は本陸橋と並行している。
- 月島駅 - 新月陸橋下に1番出入口・エレベーター専用出入口(出入口番号なし)がある。
  - 東京地下鉄（東京メトロ）有楽町線
  - 都営地下鉄（東京都交通局）大江戸線